# Lignini
Lignini su kompleksni polimeri aromatičnih alkohola. Najčešće se dobijaju iz drveta i sastavni su deo ćelijskih zidova biljaka (Lebo et al., 2001) i nekih algi (Martone et al., 2009).
Lignini (lignum-drvo) nastaju daljom polimerizacijom lignana (dimeri, koji se u prirodi uglavnom nalaze u obliku glikozida). Pored celuloze i hemiceluloze glavni su sastojci lignoceluloznog materijala (oko 30%).

## Osobine lignina
Lignini su visoko umreženi racemski makromolekuli sa molekulskim masama većim od 10 000 u. Relativno su hidrofobni i aromatičani u prirodi. Stepen polimerizacije je teško izmeriti, zavisi od vremena ekstrakcije i molekula, jer imaju različite skelete umreženja. Lignini ne bubre i ne rastvaraju se u mineralnim kiselinama, a otporni su i na dejstvo mikroorganizama. Lignini se rastvaraju u rastvoru kalcijum-sulfata i alkalijama na čemu se zasnivaju postupci za dobijanje celuloze (Petrović et al., 2005).
Lignini različitih biljnih vrsta se dosta razlikuju. Prirodni lignini podležu hemijskim promenama pod uticajem povišene temperature ili reagenasa. Lignini lako reaguju sa hlorom, što omogućava njihovo uklanjanje u procesu proizvodnje celuloze.

## Struktura lignina
Lignini su trodimenzionalni, visoko umreženi makromolekuli, koji su nastali enzimskom polimerizacijom tri vrste substituisanih fenola, koji uključuju: koniferil, sinapil i p-kumaril alkohol, dajući ogroman broj funkcionalnih grupa i veza.
Lignini sadrže metoksi-, acetoksi-, formil- i druge funkcionalne grupe, a u lignoceluloznim sirovinama vezan je za polisaharide, tj. celulozu, poluacetalnim i acetalnim vezama (Watikins et al., 2015). 
Osnovne jedinice lignana i lignina su kumaril-, sinapil- i koniferil-alkoholi koji se međusobno vezani alkil-alkil, alkil-aril, α,α ; α,β ; β,β ;  i  vezama (Petrović et al., 2005). Šematski prikaz lignina dat je na slici 2 vezama (Watikins et al., 2015).

## Dobijanje lignina ekstrakcijom
Postoji širok izbor sirovina za dobijanje lignina: juta, konoplja, pamuk i drvene mase. Stoga, će njihove fizičke i hemijske osobine zavisiti od sirovine i primenjene ekstrakcione metode (Watikins et al., 2015). 
Proces dobianja lignina ekstrakcijom odvija se u četiri faze prikazane na slici 3:

### 1.	Tretman biomase rastvorom smeše mravlja kiselina/sirćetna kiselina u zapreminskom odnosu 70:30
Biomasa se tretira 85% rastvorom (smeša mravlja kiselina/sirćetna kiselina u zapreminskom odnosu 70:30) na temperaturi ključanja 2 časa. Odnos dodatih količina biomasa / rastvarač je 1:8. Nakon hlađenja pulpe na sobnu temperaturu vlakna se filtriraju i ispiraju 80% mravljom kiselinom i toplom destilovanom vodom.

### 2.	Tretman pulpe sa rastvorom smeše peroksi mravlja kiselina/peroksi sirćetna kiselina
U sledećoj fazi se vrši izdvajanje lignina iz pulpe. Pulpa se tretira 2 časa na vodenom kupatilu, na 80 ° rastvorom smeše peroksi mravlja kiselina/peroksi sirćetna kiselina (dobija se dodavanjem 35% vodonik peroksida u 85% rastvor mravlja kiselina/sirćetna kiselina). Deligninzovana vlakna se zatim odvajaju od rastvora i ispiraju toplom vodom.

### 3.	Beljenje
Deligninzovana vlakna se tretiraju 35% rastvorom vodonik peroksida 2 časa na vodenom kupatilu na temperaturi od 8 °. Na kraju se vrši ispiranje pulpe toplom vodom do potpunog odstranjivanja lignina.

### 4.	Izolacija lignina
Rastvor nastao posle dobijanja pulpe i nakon procesa deligninzacije zagrevan je na 105 °. Lignin rastvoren u mravljoj kiselini je istaložen dodavanjem destilovane vode (5 puta vise od koncentrovanog rastvora). Posle filtriranja, lignin je ispran destilovanom vodom i osusen u vakuumu nad P2O5 (Watikins et al., 2015; Mankar et al., 2012)

## Upotreba lignina
Lignini se primenjuju za izradu: emulgatora, sintetičkih podova, disperzija, boja i goriva za termičku obradu kolovoza (Mankar et al., 2012).

## Literatura
- Lebo, Stuart E. Jr.; Gargulak, Jerry D. and McNally, Timothy J. (2001). "Lignin". Kirk Othmer Encyclopedia of Chemical Technology. John Wiley & Sons, Inc.
- Mankar, S.S., Chaudhari, A.R., Soni, I. (2012) Lignin in phenol-formaldehyde adhesives, International Journal of Knowledge Engineering 3(1):116-118.
- Martone, Pt; Estevez, Jm; Lu, F; Ruel, K; Denny, Mw; Somerville, C; Ralph, J (Jan 2009). "Discovery of Lignin in Seaweed Reveals Convergent Evolution of Cell-Wall Architecture.". Current biology : CB 19 (2): 169–75.
- Petrović, D.P., Mijin, D.Ž., Stojanović, N.D. (2005) Hemija prirodnih organskih jedinjenja, Tehnolođko-metalurški fakultet, Beograd, 310-312.
- Watkins, D.,. Nuruddin, Md., Hosur, M. ∗, Tcherbi-Narteh,A., Jeelani, S. (2015) Extraction and characterization of lignin from different biomass resources, Journal of materials research and technology, 4(1):26–32.